# All of You (chanson de Julio Iglesias et Diana Ross)
Pour les articles homonymes, voir All of You.
Singles par Julio Iglesias
To All the Girls I've Loved Before
(1984) Moonlight Lady
(1984)
Singles par Diana Ross
Let's Go Up
(1983) Swept Away
(1984)
All of You est une chanson interprétée par le chanteur espagnol Julio Iglesias en duo avec la chanteuse américaine Diana Ross, sortie le 12 juin 1984 comme deuxième single de l'album 1100 Bel Air Place d'Iglesias et comme premier single de l'album Swept Away de Diana Ross. La chanson est écrite par Cynthia Weil, Iglesias et Tony Renis. Elle s'est classée notamment en tête des ventes en Espagne, à la 8e place du classement canadien RPM Top Singles et la 19e place du Billboard Hot 100 américain.

## Accueil commercial
La chanson rencontre le succès à travers le monde, atteignant, entre autres, la première place en Espagne ainsi que le top 10 en Belgique, en Italie, en Nouvelle-Zélande et aux Pays-Bas. En France, elle figure dans la première édition du Top 50, le 3 novembre 1984, se classant à la 27e place, avant de chuter progressivement et de sortir du classement après cinq semaines.
Aux États-Unis, elle a atteint la 12e place du Cash Box Top 100 et la 19e du Billboard Hot 100. En outre, All of You a atteint la deuxième place du classement Adult Contemporary. Au Canada, la chanson atteint la huitième place du Top Singles du magazine RPM ainsi que la première place du classement RPM Adult Contemporary. Elle a été certifiée disque d'or dans le pays par la Canadian Recording Industry Association en 1984. Comme il s'agit du deuxième single de 1100 Bel Air Place et du premier single de l'album Swept Away de Diana, il contribue à la vente des albums respectifs des deux artistes. Il a également fait l'objet d'un clip vidéo.

## Liste des pistes
| A. | All of You (Julio Iglesias & Diana Ross) | 3:57 |
| B. | The Last Time (Julio Iglesias)           | 3:36 |

## Crédits
- Julio Iglesias – chant, écriture
- Diana Ross – chant
- Tony Renis – écriture, arrangements
- Cynthia Weil – écriture
- Jeremy Lubbock – cordes
- John Barnes – arrangements
- Richard Perry – production

Crédits adaptés des notes d'accompagnement.

## Classements et certifications
| Classement (1984–85)                   | Meilleure position |
| -------------------------------------- | ------------------ |
| Afrique du Sud (Springbok Top 20)      | 19                 |
| Allemagne de l'Ouest (Media Control)   | 32                 |
| Australie (Kent Music Report)          | 19                 |
| Autriche (Ö3 Austria Top 40)           | 12                 |
| Belgique (Flandre Ultratop 50 Singles) | 9                  |
| Canada (Top Singles)                   | 8                  |
| Canada (Adult Contemporary Tracks)     | 1                  |
| Espagne (AFYVE)                        | 1                  |
| États-Unis (Hot 100)                   | 19                 |
| États-Unis (Adult Contemporary)        | 2                  |
| États-Unis (Hot Black Singles)         | 38                 |
| États-Unis (Cash Box Top 100)          | 12                 |
| Europe (European Top 100)              | 26                 |
| Finlande (Suomen virallinen lista)     | 21                 |
| France (SNEP)                          | 27                 |
| Irlande (IRMA)                         | 23                 |
| Italie (Musica e dischi)               | 8                  |
| Nouvelle-Zélande (RMNZ)                | 10                 |
| Pays-Bas (Nederlandse Top 40)          | 7                  |
| Pays-Bas (Nationale Hitparade)         | 7                  |
| Royaume-Uni (UK Singles Chart)         | 17                 |
| Zimbabwe (Hits of the Week)            | 15                 |

| Classement (1984)               | Position |
| ------------------------------- | -------- |
| Australie (ARIA)                | 85       |
| Belgique (Flandre Ultratop)     | 59       |
| Canada (Top Singles)            | 68       |
| États-Unis (Adult Contemporary) | 23       |
| États-Unis (Cash Box Top 100)   | 98       |
| Italie (Musica e dischi)        | 14       |
| Pays-Bas (Nederlandse Top 40)   | 75       |
| Pays-Bas (Nationale Hitparade)  | 99       |

| Pays                                  | Certification | Ventes  |
| ------------------------------------- | ------------- | ------- |
| Canada (CRIA)                         | Or            | 10 000^ |
| ^Mise en rayon selon la certification |               |         |